# East Linton
East Linton è un centro abitato scozzese di 1 731 abitanti (secondo il censimento del 2011) situato nell'entroterra dell'area amministrativa dell'East Lothian. Attraversato dal fiume Tyne e dalla A199 road (precedentemente A1 road) è situato a circa 5 miglia (8,0 km) a est della cittadina di Haddington.

## Storia e cultura cittadina
Originariamente indicato semplicemente con il nome di "Linton", l'abitato probabilmente deve il suo nome associato a Linn, un toponimo relativo ad una cascata utilizzato in Scozia e in Inghilterra settentrionale, sul fiume che l'è cresciuto a fianco. Successivamente venne ribattezzato "East Linton" per distinguerlo da West Linton in Peebleshire quando è stata costruita la rete ferroviaria.
Attualmente rimane attiva una sola chiesa, la Prestonkirk Parish Church, che è anche il precedente nome della parrocchia. Il villaggio è ora, insieme a Stenton e Whittingehame, parte della parrocchia di Traprain. La chiesa originale fu fondata da san Baldred di Tyninghame, noto anche come "St Baldred of the Bass", nel VI secolo. L'attuale torre della chiesa risale al 1631, mentre l'edificio principale è del 1770. Fu ampliato nel 1824 e l'interno fu ridisegnato nel 1892. La St Baldred window fu fondata nel 1959. In precedenza erano presenti una chiesa della Free Church of Scotland (St Andrew), una chiesa cattolica (St. Kentigern) e una sala metodista.
L'orologio della vecchia chiesa di St Andrew è stato utilizzato per commemorare, il 20 giugno 1887, il Giubileo d'oro della regina Vittoria del Regno Unito; venne soprannominato "Jessie" da una ragazza del luogo quando alcuni ragazzi del villaggio sono saliti sul campanile e hanno versato una libagione oltre l'orologio per battezzarlo. Il nome è rimasto da allora.

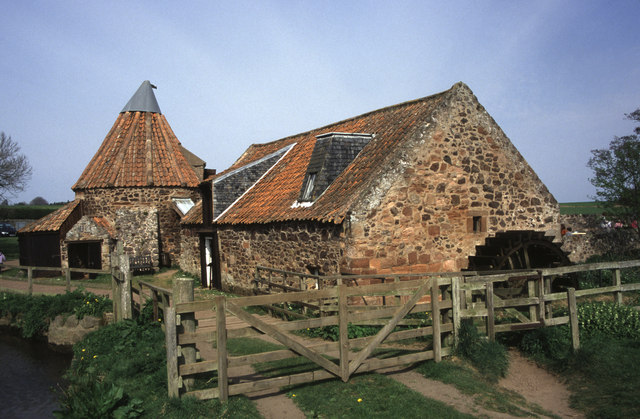
Preston Mill.

Nella piazza cittadina è collocata una fontana impreziosita dalla presenza di quattro cherubini. Tra le curiosità architettoniche vi è Preston Mill, un antico mulino ad acqua, collocato alla periferia del paese; sorto sul sito dell'originario mulino risalente al 1599, è ancora funzionante, inoltre nelle sue adiacenze è presente un forno caratterizzato dalla singolare tipologia di camino, tipica della zona, e la Phantassie Doocot, una torre colombaia risalente al XVI secolo capace di ospitare 500 piccioni. Il sito è stato inoltre utilizzato come location per la serie televisiva Outlander
Dopo la chiusura della diramazione ferroviaria per Haddington, nel 1949, la stazione di East Linton sulla East Coast Main Line caratterizzata dall'edificio viaggiatori in stile vittoriano, divenne la più vicina all'abitato. Anche se i treni di linea continuano a transitare, la stazione ferroviaria di East Linton venne chiusa al pubblico nel 1964 ed è ora utilizzata come residenza privata. Uno studio pubblicato nel 2013 ha proposto di riaprire le stazioni di East Linton e di Reston.  Prima dell'avvento della North British Railway, i conduttori della posta cambiavano i cavalli al Douglas Inn, di fronte alla distilleria di East Linton.
Una testimonianza della passata importanza di East Linton come centro agricolo è il mercato in legno a pianta ottagonale situato in Station Road dove si svolgevano le aste per la compraventdita di bestiame, suini e pecore.
A circa un miglio e mezzo a su ovest dell'abitato è possibile visitare Hailes Castle, un castello risalente al XIV secolo sito nei pressi del corso del fiume Tyne e non distante dalla collina, nonché sito di interesse storico e archeologico, Traprain Law.